# Wesoła rozwódka
Wesoła rozwódka (ang. The Gay Divorcee) – amerykański film muzyczny z 1934 roku w reżyserii Marka Sandricha oparty na musicalu The Gay Divorce autorstwa Dwighta Taylora, Kennetha S. Webba i Samuela Hoffensteina. Główne role w filmie zagrali Fred Astaire i Ginger Rogers, dla których był to drugi wspólny film.
Film zdobył Oscara w kategorii „Najlepsza piosenka” (za utwór The Continental), a także nominacje za scenografię, muzykę i dźwięk.

## Obsada
- Fred Astaire – Guy Holden
- Ginger Rogers – Mimi Glossop
- Alice Brady – Ciotka Hortense
- Edward Everett Horton – Egbert „Pinky” Fitzgerald
- Erik Rhodes – Rodolfo Tonetti
- Eric Blore – Kelner